# شرايين الكلى القطاعية السفلية الأمامية
شرايين الكلى القطاعية السفلية الأمامية ‏ هو شريان يتفرعُ من شريان كلوي.